# Garrett Mitchell
Garrett Mitchell (* 2. září 1991, Regina, Saskatchewan) je bývalý kanadský hokejový útočník.

## Hráčská kariéra
Do juniorského hokeje se dostal v klubu Regina Pat Canadiens, v ročníku 2006/07. Za ročník 2006/07 stihl odehrát čtyři zápasy za klub Regina Pats, kde následujících pět sezón hrával v juniorské lize WHL. V předposledním ročníku byl jmenován alternativním hráčem a v poslední sezóně za Regina Pats byl zvolen kapitánem mužstva. V roce 2009 byl draftován týmem Washington Capitals v šestém kole ze 175. místa.
Debut v seniorské profesionální lize odehrál v sezóně 2009/10, na farmě Capitals v Hershey Bears. Za Bears odehrál v následujícím ročníku 2010/11 dva zápasy, ve druhém zápase se poprvé účastnil bitky. Do sestavy Hershey Bears se plně připojil k nové sezóně 2011/12.

## Prvenství
- Debut v NHL - 9. dubna 2017 (Washington Capitals proti Florida Panthers)

## Klubové statistiky
| Sezóna       | Klub                     | Soutěž       |     | Základní část | Základní část | Základní část | Základní část | Základní část |   | Play off | Play off | Play off | Play off | Play off |
| Sezóna       | Klub                     | Soutěž       | Z   | G             | A             | B             | TM            | Z             | G | A        | B        | TM       |          |          |
| 2006–07      | Regina Pat Canadians     | SMHL         | 42  | 14            | 11            | 25            | 140           | —             | — | —        | —        | —        |          |          |
| 2006–07      | Regina Pats              | WHL          | 4   | 0             | 1             | 1             | 2             | —             | — | —        | —        | —        |          |          |
| 2007–08      | Regina Pats              | WHL          | 62  | 8             | 5             | 13            | 73            | 6             | 1 | 0        | 1        | 6        |          |          |
| 2008–09      | Regina Pats              | WHL          | 71  | 10            | 5             | 15            | 140           | —             | — | —        | —        | —        |          |          |
| 2009–10      | Regina Pats              | WHL          | 57  | 15            | 16            | 31            | 110           | —             | — | —        | —        | —        |          |          |
| 2009–10      | Hershey Bears            | AHL          | 1   | 0             | 0             | 0             | 0             | —             | — | —        | —        | —        |          |          |
| 2010–11      | Regina Pats              | WHL          | 70  | 18            | 34            | 52            | 140           | —             | — | —        | —        | —        |          |          |
| 2010–11      | Hershey Bears            | AHL          | 2   | 0             | 0             | 0             | 5             | —             | — | —        | —        | —        |          |          |
| 2011–12      | South Carolina Stingrays | ECHL         | 2   | 0             | 0             | 0             | 7             | —             | — | —        | —        | —        |          |          |
| 2011–12      | Hershey Bears            | AHL          | 65  | 6             | 9             | 15            | 85            | 5             | 1 | 0        | 1        | 0        |          |          |
| 2012–13      | Hershey Bears            | AHL          | 75  | 15            | 15            | 30            | 94            | 5             | 1 | 0        | 1        | 4        |          |          |
| 2013–14      | Hershey Bears            | AHL          | 17  | 0             | 2             | 2             | 44            | —             | — | —        | —        | —        |          |          |
| 2014–15      | Hershey Bears            | AHL          | 64  | 4             | 4             | 8             | 121           | 10            | 1 | 2        | 3        | 10       |          |          |
| 2015–16      | Hershey Bears            | AHL          | 58  | 11            | 16            | 27            | 90            | 20            | 1 | 4        | 5        | 23       |          |          |
| 2016–17      | Hershey Bears            | AHL          | 71  | 10            | 10            | 20            | 121           | 12            | 0 | 0        | 0        | 6        |          |          |
| 2016–17      | Washington Capitals      | NHL          | 1   | 0             | 0             | 0             | 0             | —             | — | —        | —        | —        |          |          |
| 2017–18      | Hershey Bears            | AHL          | 47  | 7             | 1             | 8             | 70            | —             | — | —        | —        | —        |          |          |
| 2018–19      | HKm Zvolen               | SHL          | 28  | 4             | 6             | 10            | 70            | 11            | 7 | 2        | 9        | 18       |          |          |
| 2019–20      | Reading Royals           | ECHL         | 40  | 10            | 19            | 29            | 106           | —             | — | —        | —        | —        |          |          |
| 2019–20      | Laval Rocket             | AHL          | 2   | 0             | 0             | 0             | 0             | —             | — | —        | —        | —        |          |          |
| 2019–20      | Rockford IceHogs         | AHL          | 15  | 4             | 2             | 6             | 9             | —             | — | —        | —        | —        |          |          |
| 2020–21      | Rockford IceHogs         | AHL          | 29  | 3             | 2             | 5             | 44            | —             | — | —        | —        | —        |          |          |
| 2021–22      | Rockford IceHogs         | AHL          | 67  | 6             | 9             | 15            | 91            | 5             | 0 | 0        | 0        | 4        |          |          |
| 2022–23      | Rockford IceHogs         | AHL          | 24  | 0             | 0             | 0             | 46            | —             | — | —        | —        | —        |          |          |
| Celkem v NHL | Celkem v NHL             | Celkem v NHL | 1   | 0             | 0             | 0             | 0             | —             | — | —        | —        | —        |          |          |
| Celkem v AHL | Celkem v AHL             | Celkem v AHL | 537 | 66            | 70            | 136           | 820           | 57            | 4 | 6        | 10       | 47       |          |          |
| Celkem v WHL | Celkem v WHL             | Celkem v WHL | 264 | 51            | 61            | 112           | 465           | 6             | 1 | 0        | 1        | 6        |          |          |

## Reprezentace
| Rok                       | Tým                       | Soutěž                    | Z  | G | A | B | TM |
| ------------------------- | ------------------------- | ------------------------- | -- | - | - | - | -- |
| 2008                      | Kanada Západ 17           | WHC-17                    | 6  | 4 | 2 | 6 | 20 |
| 2009                      | Kanada 18                 | MS-18                     | 6  | 0 | 1 | 1 | 6  |
| Juniorská kariéra celkově | Juniorská kariéra celkově | Juniorská kariéra celkově | 12 | 4 | 3 | 7 | 26 |